# Cameron Beaubier
Cameron Beaubier (Roseville, Kalifornia, 1992. december 6. –) amerikai motorversenyző, ötszörös MotoAmerica Superbike-bajnok.

## Pályafutása
2007-ben a Red Bull utánpótlás-nevelő sorozatában, Red Bull Rookies Cup-ban indult, egy győzelmet szerzett.
2008-ban a spanyol bajnokság, a CEV Buckler Championship 125-ös géposztályában versenyzett. Egy hatodik és egy hetedik hely lett a mérlege.
A MotoGP-ben 2009-ben mutatkozott be, a Red Bull KTM színeiben, Marc Márquez mellett. Összesen 3 pontot gyűjtött.
2010-ben visszatért az USA-ba, és az AMA Pro Supersport-bajnokságban indult. A Rockwall Performance Yamaha YZF-R6-osával két pole-pozíciót és két győzelmet szerzett.
2011-től a Yamaha Extended Services Graves Yamaha csapatnál versenyez a Sportbike kategóriában, ugyancsak egy Yamaha YZF-R6-os motorral. Első évében egy ezüst- és négy bronzérem fűződött a nevéhez, 2012-ben azonban már hét győzelem és két rajtelsőség szerepelt a mellette, a bajnokság 3. helyén zárt. 2013-ban nagy fölénnyel megnyerte a híres szezonnyitó Daytona 200-as viadalt, majd a szezon további részében sem esett visszább a teljesítménye: 13 futamból 12 győzelem és egy ezüstérem volt a mérlege, amivel bajnoki cím érdemelt.
A 2014-es szezont már a legnagyobbak között, az AMA Pro Superbike géposztályban töltötte. Újoncként három győzelmével, két ezüst- és két bronzérmével a harmadik helyen zárt a végelszámolásnál. 2015-re a bajnokság teljesen megreformálódott és MotoAmerica Superbike néven indult el. 2015 és 2020 között összesen öt alkalommal nyerte meg a bajnokságot. A 2017-es évadban, a második Pittsburg-ben rendezett futamon egy előzés közben kimozdult a jobb válla és kórházba szállították. Emiatt a hátralévő két fordulót ki kellett hagynia és 3. lett a tabellán 256 ponttal, a győztes Toni Elías és Roger Hayden mögött.
2020 októberében két évre aláírt a Moto2-es világbajnokságban szereplő American Racing-hez honfitársát, Joe Roberts-t váltva. Személyi edzője a gárda csapatmenedzsere, egyben egy korábbi MotoGP-versenyző, John Hopkins lett. 2022 áprilisában, az Amerika nagydíjon hazai közönség előtt első Grand Prix pole-ját szerezte meg.
2022. szeptember 13-án kiderült, hogy 2023-ra visszamegy a MotoAmericába.

## Eredményei

### Teljes MotoAmerica Superbike-eredménylistája
| Év   | Motor  | 1      | 1     | 2      | 2      | 3      | 3      | 4     | 4     | 5      | 5     | 6     | 6      | 7      | 7     | 8      | 8      | 8     | 9     | 9      | 9     | 10     | 10    | Helyezés | Pont |
| Év   | Motor  | R1     | R2    | R1     | R2     | R1     | R2     | R1    | R2    | R1     | R2    | R1    | R2     | R1     | R2    | R1     | R2     | R3    | R1    | R2     | R3    | R1     | R2    | Helyezés | Pont |
| ---- | ------ | ------ | ----- | ------ | ------ | ------ | ------ | ----- | ----- | ------ | ----- | ----- | ------ | ------ | ----- | ------ | ------ | ----- | ----- | ------ | ----- | ------ | ----- | -------- | ---- |
| 2014 | Yamaha | DAY 3  | DAY 1 | RAM 1  | RAM 13 | BAR 15 | BAR 3  | LGS 2 |       | MDO 1  | MDO 2 | NJR 5 | NJR 19 |        |       |        |        |       |       |        |       |        |       | 3.       | 206  |
|      |        |        |       |        |        |        |        |       |       |        |       |       |        |        |       |        |        |       |       |        |       |        |       |          |      |
| 2015 | Yamaha | COA 2  | COA 3 | ATL 1  | ATL 1  | VIR 2  | VIR 3  | RAM 1 | RAM 2 | BAR 2  | BAR 1 | MIL 2 | MIL 2  | LGS 2  | LGS 1 | IND 1  | IND 1  |       | NJR 2 | NJR 3  |       |        |       | 1.       | 383  |
| 2016 | Yamaha | COA Ni | COA 4 | ATL Ki | ATL 1  | NJR 1  | NJR 1  | VIR 4 | VIR 1 | RAM 1  | RAM 1 | BAR 3 | BAR 3  | UMC 1  | UMC 2 | LGS 1  | LGS 2  |       | NJR 4 | NJR Ki |       |        |       | 1.       | 311  |
| 2017 | Yamaha | COA 8  | COA 2 | ATL 1  | ATL 3  | VIR 2  | VIR 3  | RAM 1 | RAM 3 | UMC 16 | UMC 3 | LGS 3 | LGS 14 | SON 1  | SON 1 | PIT 1  | PIT Ki |       | NJR   | NJR    |       | BAR    | BAR   | 3.       | 256  |
| 2018 | Yamaha | ATL 9  | ATL 2 | COA 3  | COA 2  | VIR 2  | VIR 2  | RAM 1 | RAM 1 | LGS 1  | LGS 1 | UMC 2 | UMC 1  | SON 1  | SON 1 | PIT 5  | PIT 2  |       | NJR 3 | NJR 1  |       | BAR Ki | BAR 2 | 1.       | 390  |
| 2019 | Yamaha | ATL 1  | ATL 3 | COA 2  | COA 3  | VIR 1  | VIR Ki | RAM 2 | RAM 2 | UMC 4  | UMC 2 | LGS 3 | LGS 3  | SON Ki | SON 1 | PIT 2  | PIT 2  |       | NJR 2 | NJR 1  |       | BAR 1  | BAR 1 | 1.       | 367  |
| 2020 | Yamaha | RAM 1  | RAM 1 | RAM 1  | RAM Ki | ATL 1  | ATL 1  | PIT 1 | PIT 1 | TRD 1  | TRD 1 | NJR 1 | NJR 1  | BAR 1  | BAR 1 | IND Ki | IND 3  | IND 2 | LGS 1 | LGS 1  | LGS 1 |        |       | 1.       | 436  |

### Teljes MotoGP-eredménylistája
(Táblázat értelmezése)

(Félkövér: pole-pozícióból indult; dőlt: leggyorsabb kört futott) 

| Év   | Géposztály | Motor | 1      | 2      | 3      | 4      | 5      | 6      | 7      | 8      | 9      | 10     | 11     | 12     | 13     | 14     | 15     | 16     | 17     | 18     | 19    | 20     | Helyezés | Pont |
| ---- | ---------- | ----- | ------ | ------ | ------ | ------ | ------ | ------ | ------ | ------ | ------ | ------ | ------ | ------ | ------ | ------ | ------ | ------ | ------ | ------ | ----- | ------ | -------- | ---- |
| 2009 | 125cc      | KTM   | QAT 16 | JPN 16 | SPA 15 | FRA Ki | ITA Nk | CAT 18 | NED Ki | GER 14 | GBR Ki | CZE Ni | IND 19 | RSM 22 | POR Ki | AUS Ki | MAL 17 | VAL Ki |        |        |       |        | 29.      | 3    |
| 2021 | Moto2      | Kalex | QAT 11 | DOH Ki | POR 9  | SPA Ki | FRA Ki | ITA 8  | CAT 19 | GER 10 | NED 16 | STY Ki | AUT 20 | GBR Ki | ARA 14 | RSM 21 | AME 5  | EMI Ki | ALR 5  | VAL 21 |       |        | 15.      | 50   |
| 2022 | Moto2      | Kalex | QAT 9  | INA 12 | ARG 11 | AME Ki | POR Ki | SPA Ki | FRA 4  | ITA 7  | CAT Ki | GER 14 | NED Ki | GBR Ki | AUT 13 | RSM 14 | ARA 11 | JPN 11 | THA Ki | AUS 7  | MAL 7 | VAL Ki | 17.      | 73   |

### Teljes Superbike-világbajnokság eredménylistája
| Év   | Motor  | 1   | 1   | 2   | 2   | 3   | 3   | 4   | 4   | 5   | 5   | 6   | 6   | 7      | 7      | 8   | 8   | 9   | 9   | 10  | 10  | 11  | 11  | 12  | 12  | 13  | 13  | Helyezés | Pont |
| Év   | Motor  | R1  | R2  | R1  | R2  | R1  | R2  | R1  | R2  | R1  | R2  | R1  | R2  | R1     | R2     | R1  | R2  | R1  | R2  | R1  | R2  | R1  | R2  | R1  | R2  | R1  | R2  | Helyezés | Pont |
| ---- | ------ | --- | --- | --- | --- | --- | --- | --- | --- | --- | --- | --- | --- | ------ | ------ | --- | --- | --- | --- | --- | --- | --- | --- | --- | --- | --- | --- | -------- | ---- |
| 2016 | Yamaha | AUS | AUS | THA | THA | SPA | SPA | NED | NED | ITA | ITA | MAL | MAL | GBR Ki | GBR 10 | ITA | ITA | USA | USA | GER | GER | FRA | FRA | SPA | SPA | QAT | QAT | 26.      | 6    |